# عيد الشهيد
عيد الشهيد في الثامن من بشنس أحد شهور القبط، كان يلقي فيه مسيحيو مصر تابوتاً من خشب،  فيه إصبع من أصابع أسلافهم الموتى في نهر النيل وذلك لما كانوا يعتقدونه من أن النيل بمصر لا يزيد في كل سنة حتى يفعلوا ذلك.
وكان يخرج إليه النصارى من جميع القرى، وينصبون له الخيام على شاطئ  النيل، ولا يبقى مغني ولا صاحب لهو ولا بغي ولا ماجن ولا فاسق إلا وخرج لهذا العيد، وتصرف فيه أموال كثيرة، وتحدث فيه من المعاصي والفسوق ما لا يذكر، إلى أن أُبطل سنة 755 هـ أيام الملك الصالح: صالح بن محمد بن قلاوون.

## وصف المقريزي للعيد
وقد ذكر المقريزي ذلك اليوم في كتابه المواعظ والاعتبار في ذكر الخطط والآثار حيث قال:«ومما كان يعمل بمصر عيد الشهيد، وكان من أنزه فرج مصر، وهو اليوم الثامن من بشنس أحد شهور القبط، ويزعمون أن النيل بمصر لا يزيد في كل سنة حتى يلقي النصارى فيه تابوتا من خشب فيه أصبع من أصابع أسلافهم الموتى. ويكون ذلك اليوم عيدا ترحل إليه النصارى من جميع القرى، ويركبون فيه الخيل، ويلعبون عليها، ويخرج عامة أهل القاهرة، ومصر على اختلاف طبقاتهم، وينصبون الخيم على شطوط النيل وفي الجزائر، ولا يبقى مغن ولا مغنية، ولا صاحب لهو، ولا رب ملعوب، ولا بغي ولا مخنث ولا ماجن، ولا خليع ولا فاتك ولا فاسق إلا ويخرج لهذا العيد، فيجتمع عالم عظيم لا يحصيهم إلا خالقهم.
وتصرف أموال لا تنحصر ويتجاهر هناك بما لا يحتمل من المعاصي والفسوق، وتثور فتن وتقتل أناس ويباع من الخمر خاصة في ذلك اليوم بما ينيف على مائة ألف درهم فضة عنها خمسة آلاف دينار ذهبا وباع نصراني في يوم واحد بإثني عشر ألف درهم فضة من الخمر، وكان اجتماع الناس لعيد الشهيد دائما بناحية شبرى من ضواحي القاهرة، وكان اعتماد فلاحي شبرى دائما في وفاء الخراج على ما يبيعونه من الخمر في عيد الشهيد.
ولم يزل الحال على ما ذكر من الاجتماع كذلك إلى أن كانت سنة اثنتين وسبعمائة، والسلطان يومئذ بديار مصر: الملك الناصر محمد بن قلاوون، والقائم بتدبير الدولة الأمير: ركن الدين بيبرس الجاشنكير، وهو يومئذ أستا دار السلطان، والأمير سيف الدين سلار نائب السلطنة بديار مصر، فقام الأمير بيبرس في إبطال ذلك قياما عظيما، وكان إليه أمور ديار مصر هو والأمير سلار والناصر تحت حجرهما لا يقدر على شبع بطنه إلا من تحت أيديهما، فتقدم أمر الأمير بيبرس أن لا يرمي أصبع في النيل، ولا يعمل له عيد، وندب الحجاب ووالى القاهرة لمنع الناس من الاجتماع بشبرى على عادتهم، وخرج البريد إلى سائر أعمال مصر، ومعهم الكتب إلى الولاة بإجهار النداء وإعلانه في الأقاليم بأن لا يخرج أحد من النصارى، ولا يحضر لعمل عيد الشهيد، فشق ذلك على أقباط مصر كلهم من أظهر الإسلام منهم، وزعم أنه مسلم، ومن هو باق على نصرانيته، ومشى بعضهم إلى بعض وكان منهم رجل يعرف: بالتاج بن سعيد الدولة يعاني الكتابة، وهو يومئذ في خدمة الأمير بيبرس، وقد احتوى على عقله واستولى على جميع أموره كما هي عادة ملوك مصر، وأمرائها من الأتراك في الانقياد لكتابهم من القبط سواء منهم من أسر الكفر ومن جهر به.
وما زال الأقباط بالتاج إلى أن تحدث مع مخدومه الأمير بيبرس في ذلك، وخيل له من تلف مال الخراج إذا بطل هذا العيد. فإن أكثر خراج شبرى إنما يحصل من ذلك، وقال له: متى لم يعمل العيد لم يطلع النيل أبدا. ويخرب إقليم مصر لعدم طلوع النيل، ونحو ذلك من هتف القول، وتنميق المكر فثبت الله الأمير بيبرس، وقواه حتى أعرض عن جميع ما زخرفه من القول واستمر على منع عمل العيد. وقال للتاج: إن كان النيل لا يطلع إلا بهذا الأصبع فلا يطلع، وإن كان الله سبحانه هو المتصرف فيه فنكذب النصارى، فبطل العيد من تلك السنة ولم يزل منقطعا إلى سنة ثمان وثلاثين وسبعمائة.
وعمر الملك صالح بن محمد بن قلاوون الجسر في بحر النيل ليرمي قوة التيار عن بر القاهرة إلى ناحية الجيزة كما ذكر في موضعه من هذا الكتاب، فطاب الأمير يلبغا اليحياوي، والأمير الطنبغا المارديني من السلطان أن يخرجا إلى الصيد ويغيبا مدة، فلم تطب نفسه بذلك لشدة غرامه بهما، وتهتكه في محبتهما، وأراد صرفهما عن السفر، فقال لهما: نحن نعيد عمل عيد الشهيد، فيكون تفرجكما عليه أنزه من خروجكما إلى الصيد، وكان قد قرب أوان وقت عيد الشهيد فرضيا منه بذلك، وأشيع في الإقليم إعادة عمل عيد الشهيد، فلما كان اليوم الذي كانت العادة بعمله فيه ركب الأمراء النيل في الشخاتير بغير حراريق، واجتمع الناس من كل جهة، وبرز أرباب الغناء وأصحاب اللهو والخلاعة، فركبوا النيل وتجاهروا بما كانت عادتهم المجاهرة به من أنواع المنكرات، وتوسع الأمراء في تنوع الأطعمة والحلاوات، وغيرها توسعا خرجوا فيه عن الحد في الكثرة البالغة، وعم الناس منهم ما لا يمكن وصفه لكثرته، واستمروا على ذلك ثلاثة أيام، وكانت مدة انقطاع عمل عيد الشهيد منذ أبطله الأمير بيبرس إلى أن أعاده الملك الناصر، ستا وثلاثين سنة، واستمر عمله في كل سنة بعد ذلك إلى أن كانت سنة خمس وخمسين وسبعمائة، تحرك المسلمون على النصارى وعملت أوراق بما قد وقف من أراضي مصر على كنائس النصارى، ودياراتهم. وألزم كتاب الأمراء بتحرير ذلك وحمل الأوراق إلى ديوان الأحباس، فلما تحررت الأوراق اشتملت على خمسة وعشرين ألف فدان كلها موقوفة على الديارات والكنائس، فعرضت على أمراء الدولة القائمين بتدبير الدولة في أيام الملك الصالح: صالح بن محمد بن قلاوون وهم: الأمير شيخو العمري، والأمير صرغتمش، والأمير طاز، فتقرر الحال على أن ينعم بذلك على الأمراء زيادة على إقطاعاتهم، وألزم النصارى بما يلزمهم من الصغار، وهدمت لهم عدة كنائس كما هو مذكور في موضعه من هذا الكتاب عند ذكر الكنائس، فلما كان العشر الأخير من شهر رجب من السنة المذكورة خرج الحاجب والأمير علاء الدين علي بن الكوراني والي القاهرة إلى ناحية شبرى الخيام من ضواحي مصر، فهدمت كنيسة النصارى، وأخذ منها أصبع الشهيد في صندوق وأحضر إلى الملك الصالح، وأحرق بين يديه في الميدان، وذرى رماده في البحر حتى لا يأخذه النصارى، فبطل عيد الشهيد من يومئذ إلى هذا العهد، ولله الحمد والمنة.»

## كتب
- ابن تغري: النجوم الزاهرة في ملوك مصر و القاهرة (16 جزء)، دار الكتب و الوثائق القومية، مركز تحقيق التراث، القاهرة 2005
- المقريزي : السلوك لمعرفة دول الملوك (9أجزاء) ، دار الكتب، القاهرة 1996.
- قاسم عبده قاسم: عصر سلاطين المماليك - التاريخ السياسى والاجتماعى، عين للدراسات الإنسانية والاجتماعية، القاهرة 2007.